# Kopfbestattung

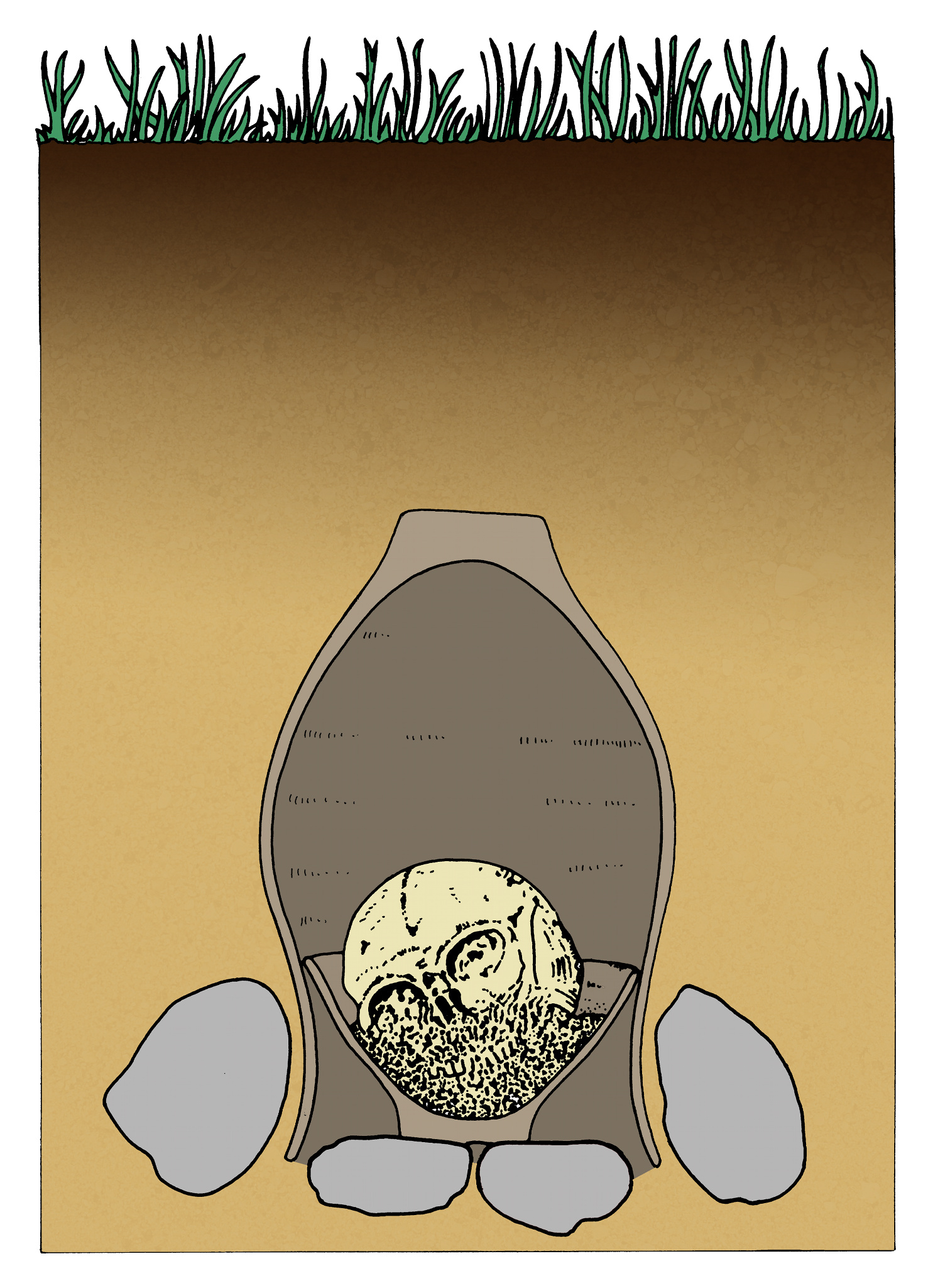
Schädelbestattung

Eine Kopfbestattung (auch „Schädelbestattung“) ist ein Bestattungsritus, bei dem der Kopf des Leichnams getrennt vom Körper bestattet wird. Sie zählt zu den Riten der Teilbestattungen.

## Vorkommen

### Vorgeschichte
Kopfbestattungen sind besonders aus archäologischem Zusammenhang bekannt. Die älteste aus der Ur- und Frühgeschichte bekannte Kopfbestattung wurde bei Grabungen in der Höhle von Mas d’Azil (Département Ariège, Frankreich) gefunden und datiert in die archäologische Kultur des Aziliens. Ihre Datierung liegt bei etwa 10.000 v. Chr.
Etwas jünger sind die Kopfbestattungen aus Jericho, ʿAin Ghazal und anderen Fundstellen des Präkeramischen Neolithikums B im Vorderen Orient. Teilweise wurden die Schädel mit Gips verkleidet und die Gesichtszüge modelliert. Die Augen bestehen teilweise aus Kauri-Muscheln. Auch in Köşk Höyük und Çatal Höyük (Haus 42) in der Türkei sind Schädelbestattungen mit Gipsauflage belegt.
Kopfbestattungen sind auch ein Merkmal des Spätmesolithikums in Mitteleuropa. Belege gibt es in der Großen Ofnet-Höhle bei Nördlingen, im Hohlenstein-Stadel im Lonetal und in der Höhlenruine Hexenküche im Kaufertsberg bei Lierheim (Landkreis Donau-Ries).
In der Bronzezeit des Vorderen Orients (3000–2700 v. Chr.) gab es Schädelbestattungen bei den Assyrern. Dies zeigen Ausgrabungen der Universität Heidelberg, die zwischen 1982 und 1991 durchgeführt wurden.

### Völkerkunde
Eine spezielle Methode hatten bis in das 19. Jahrhundert hinein die kalifornischen Achumawi-Indianer. Sie beerdigten ihre Verstorbenen stehend, so dass die Schultern gerade noch von der Erde bedeckt wurden und der Kopf aus dem Grab herausragte. Als Grabbeigabe wurden verschiedene Lebensmittel wie getrockneter Fisch, Wurzeln und Gewürze, sowie Pfeil und Bogen dem Toten beigelegt. Anschließend wurde der Kopf vom Körper abgetrennt und der Körper vollständig mit Erde bedeckt. Der Kopf wurde auf einem Holzstapel verbrannt. Die zurückbleibende Asche wurde mit Teer oder einem anderen Bindemittel versetzt. Mit ihren Fingern nahmen die weiblichen Angehörigen des Verstorbenen die Farbe auf und setzten sich damit drei schwarze Streifen auf die rechte Wange. Dies symbolisierte ihre Trauer, die bis zum Verschwinden der Streifen andauerte.

### Moderne
Inwieweit der im Beinhaus Hallstatt übliche neuzeitliche Bestattungsbrauch als Kopfbestattung oder eher als Sekundärbestattung zu werten ist, ist unsicher. In Hallstatt wurden bis zum Aufkommen der modernen Feuerbestattung im 20. Jahrhundert die Toten in Erdgräbern auf dem Friedhof bestattet. Nach etwa 20 bis 30 Jahren wurden die Gebeine exhumiert, ins Beinhaus übertragen, gebleicht und anschließend verziert: Auf der Stirn stehen über Geburts- und Sterbedatum meist der Name der Person, bemalt mit dunklen Kränzen aus Eichenlaub, Efeu oder Blumen. Insgesamt 610 Totenschädel sind in dieser Form übereinander gestapelt.

## Heutige Situation
In Deutschland sind Teilbestattungen, wie Schädelbestattung oder Herzbestattung, prinzipiell auch heute noch gestattet.

## Trivia
In dem kanadischen Film Fido – Gute Tote sind schwer zu finden ist die Kopfbestattung die übliche Form der Beerdigung, um zu verhindern, dass die Toten zu Zombies werden. Da Zombies aber auch billige Arbeitskräfte darstellen, wird sie gegen eine hohe Bezahlung gestattet.